# Roccaforte Ligure
Roccaforte Ligure (piemontesisch la Ròuca, ligurisch Rocaforte) ist eine Gemeinde in der italienischen Provinz Alessandria (AL), Region Piemont.

## Lage und Einwohner
Die Gemeinde Roccaforte Ligure liegt 52 Straßenkilometer südöstlich von der Provinzhauptstadt Alessandria auf einer Höhe von 704 m s.l.m. an der Grenze zu Ligurien. Das Gemeindegebiet umfasst eine Fläche von 20,73 km² und hat 117 (Stand 31. Dezember 2023) Einwohner. Die Gemeinde besteht aus den Ortsteilen (Fraktionen) Avi, Borassi, Camere Vecchie, Campo dei Re, Chiappella, Chiesa di Rocca, San Martino und Roccaforte Ligure. Die Gemeinde liegt im Sisol-Tal, einem Seitental vom Borbera-Tal. Der höchste Punkt ist der 906 m hohe Berg Osesa, der sich nordwestlich der Hauptsiedlung befindet.
Die Nachbargemeinden sind Borghetto di Borbera, Cantalupo Ligure, Grondona, Isola del Cantone, Mongiardino Ligure und Rocchetta Ligure.

### Verkehrsanbindung

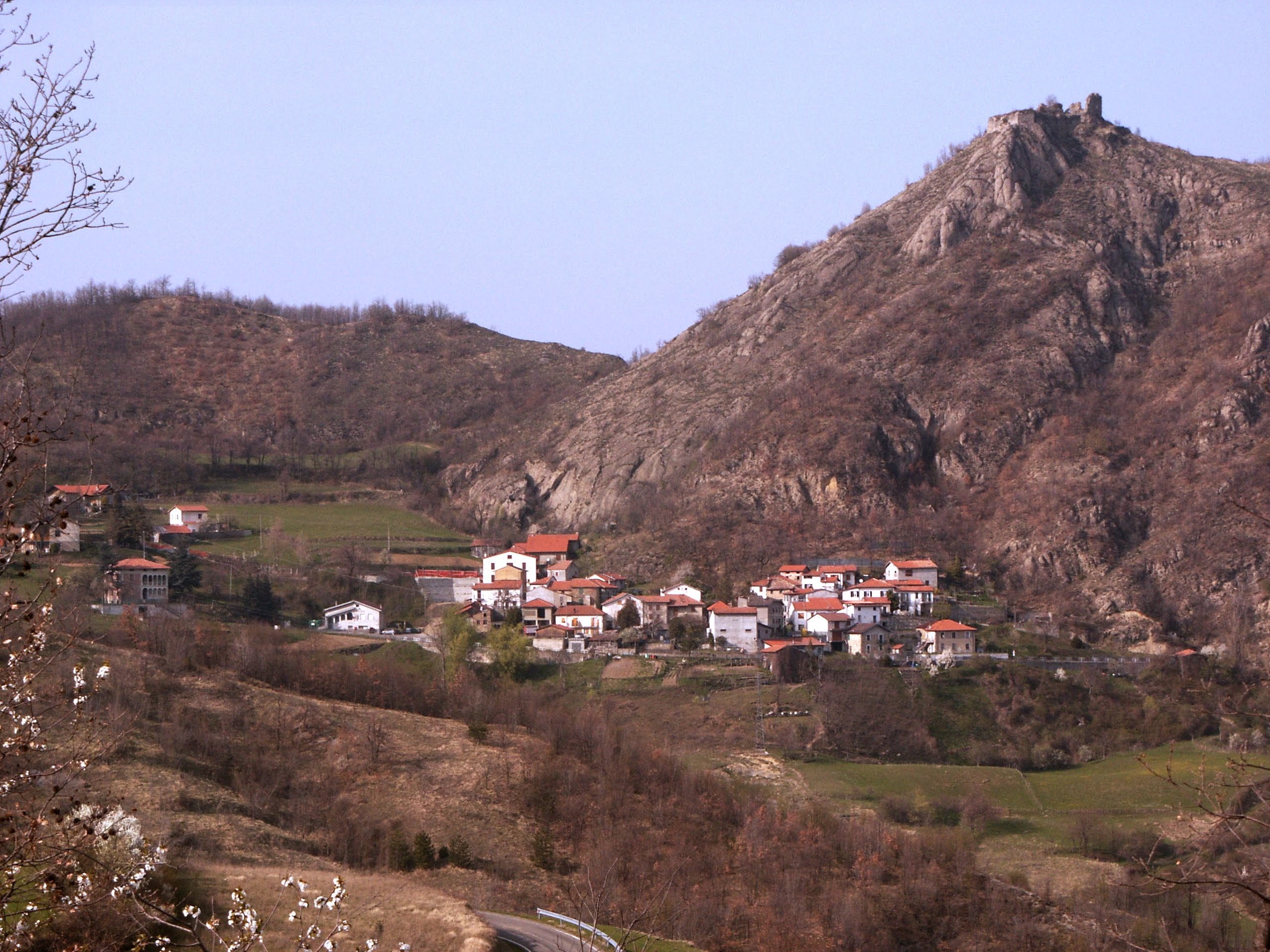
Blick auf Roccaforte

Roccaforte Ligure hat im 14 km entfernten Isola del Cantone Anschluss an die Autostrada A7. Der nächstgelegene Bahnhof ist im 17 km entfernten Arquata Scrivia. Dort gibt es Verbindungen nach Turin und Genua. Der nächste Flughafen ist der Aeroporto di Genova-Sestri Cristoforo Colombo in Genua.

## Geschichte

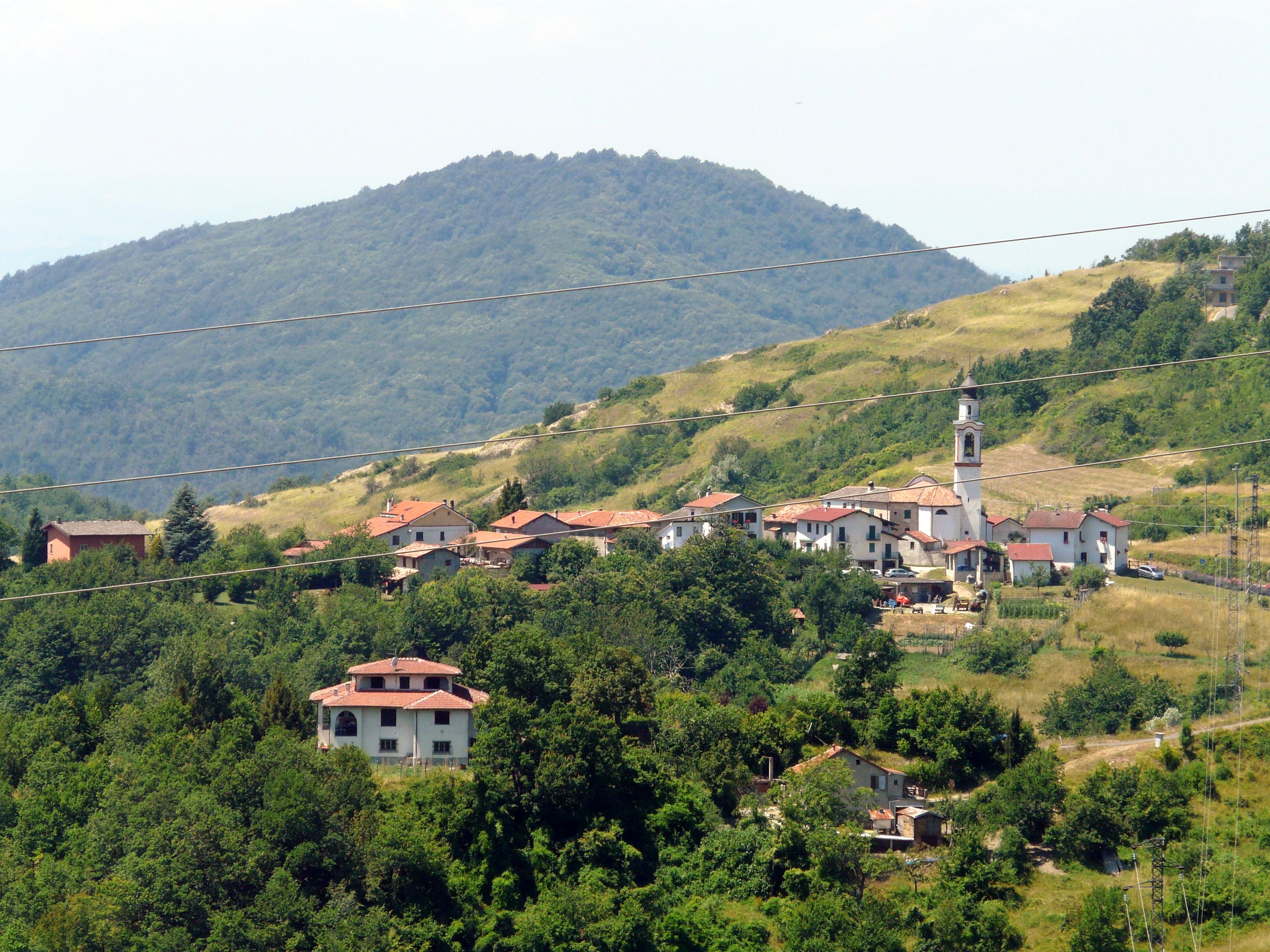
Die Fraktion San Martino

Der Name der Siedlung ist seit 1222 als Rocaforti bezeugt, dessen Bedeutung auf das Substantiv „Fels“ und das Adjektiv „stark“ zurückzuführen ist. Der Zusatz Ligure wurde erst 1863 hinzugefügt. Der Fund eines Steins mit lateinischer Inschrift, der sogenannten „Ara delle Matrone“ im Jahr 1822, lässt darauf schließen, dass es bereits in der Antike bewohnt war. Dieser Stein das einzige römische Artefakt, das im Val Borbera gefunden wurde.
Im Mittelalter und bis 1863 hatte die Siedlung eine enorme Bedeutung aufgrund seiner Nähe zur Straße der kaiserlichen Lehen, der „Salzstraße“, über die man vom genuesischen Talboden zum Oltrepò Pavese gelangte. Die erste Erwähnung der Siedlung findet sich in einem Diplom von Bischof Giseprando aus dem Jahr 946, in dem von der Überführung in die Kirche von Tortona durch König Ugo die Rede ist.
Ab 1150 gehörte es zum Malaspina-Besitz, bis es in die Hände der Herren von Montaldo überging. Anschließend wurde es von der Gemeinde Tortona und ab der ersten Hälfte des 14. Jahrhunderts von den Spinolas regiert, unter deren Herrschaft es fünf Jahrhunderte lang blieb.
1968 verkaufte es die Weiler Cà di Lemmi und Lemmi an die Gemeinde Grondona.

## Sehenswürdigkeiten
- Die im 16. Jahrhundert erbaute Pfarrkirche San Giorgio.
- Die Ruinen der Burg, die zunächst der Familie Malaspina und danach der Familie Spinola gehörte. Die Herrschaft der Familie über Roccaforte und die Burg dauerte bis 1797, als der Eroberung des Gebiets durch Napoleon die Abschaffung der kaiserlichen Lehen und damit das Ende der Spinola-Herrschaft folgte. Mittlerweile war die für die damalige Militärtechnik ungeeignete und als Wohnsitz ungeeignete Befestigungsanlage bereits verlassen und am verfallen.[4]